# Ignacio Goano
Ignacio Martín "Nacho" Goano (Buenos Aires, 3 de noviembre de 1969) es un periodista deportivo argentino.

## Biografía
Nació en el seno de una familia judia. Antes de ser periodista fue telefonista, cafetero, comprador oficial de cigarrillos, musicalizador, movilero y productor. Fue durante más de diez años productor del programa de radio ¿Cuál es? que se emitía por la frecuencia modulada 95.9 (antes 106.3) de Rock & Pop. 
Se hizo conocido como productor del programa radial ¿Cuál es?, que conducen Mario Pergolini, Eduardo de la Puente y Marcelo Gantman, al mismo tiempo comenzó como columnista en el programa semanal CQC que en ese momento se emitía por Canal 13 y luego pasó a Telefe. Allí hablaba sobre las novedades deportivas de la semana.
A principios de 2007 comenzó a conducir Área 18 por TyC Sports, junto con Leandro Leunis y Luli Fernández de lunes a viernes a las 18:00. Área 18 es un programa deportivo donde se invitan jugadores de fútbol mayormente, a los cuales se los somete a una entrevista. También el programa cuenta con dos noteros Federico Sánchez y Joaquín Álvarez que realizan notas a los jugadores de fútbol en el club donde éstos juegan.
En febrero de 2008 se desvinculó definitivamente de la productora Cuatro Cabezas, luego de trabajar durante dieciséis años con el empresario Mario Pergolini.
Desde 2009 fue panelista de Un mundo perfecto, el late show de América TV conducido por Roberto Pettinato. Al año siguiente mientras seguía en el programa también debió reemplazar a Mariana Fabbiani en la conducción de RSM los días viernes. Esto sucedió por algunos meses, ya que la conductora dio a luz a su primera hija, Matilda.
En febrero de 2010, condujo de lunes a viernes de 16 a 18, junto a Luis Rubio la segunda tarde de Pop Radio 101.5.
Actualmente conduce un programa de radio en la emisora X4 y hace lo propio con "Edición Limitada" un programa de televisión dedicado exclusivamente al club River Plate, del cual es hincha fanático.
En 2011 Goano fue el nuevo conductor de Ran 15, junto con la coconducción de Alejandra Maglietti y Macarena Paz por América TV.
En 2013 fue panelista de Fútbol permitido.
En 2018 fue conductor de su primer ciclo matutino: El Club de la Mañana, emitido por la señal Ciudad Magazine.
Actualmente, conduce segmentos en el Canal de la Ciudad y en Crónica TV.

## Trayectoria

### Televisión
- 1995-1999: CQC (América TV)
- 2002-2004: CQC (El Trece)
- 2005-2007: CQC (Telefe)
- 2007-2009: Área 18 (TyC Sports)
- 2009-2011: Un mundo perfecto (América TV)
- 2010: RSM (América TV)
- 2011: Ran 15 (América TV)
- 2011-2017: Mañanas Argentinas (C5N)
- 2013-2015 Fútbol permitido (TV Pública)
- 2018: El Club de la Mañana (Ciudad Magazine)
- 2018-2019: Pasapalabra (El Trece)
- 2019: Hoy nos toca verano (Canal de la Ciudad)
- 2019-2024: Hoy Nos Toca (Canal de la Ciudad)
- 2020-2021: Crónica Central (Crónica TV)
- 2021: El show del fútbol (América TV)
- 2021-2022: La Tarde de Crónica (Crónica TV)
- 2024-presente: La pinta es lo de menos (Canal de la Ciudad)

### Radio
Rock & Pop
- Tiempo perdido
- ¿Cuál es?
- Elegante Sport
- Producción Cero
- Pasta de campeón
- Ruleta rusa

X4 Radio FM 106.7 / FM 104.3
- What is this?
- X4 Countdown

Pop 101.5
- No maten al mensajero

Radio La Red
- Fútbol 910

## Vida personal
Está casado y tiene dos hijos, Jeremías y Ezequiel. Es fanático de River Plate.